# Светско првенство у пливању 2017 — 400 м мешовито за мушкарце
Такмичење у пливању у дисциплини 400 метара мешовитим стилом за мушкарце на Светском првенству у пливању 2017. одржано је последњег дана пливачких такмичења 30. јула (финале) као део програма Светског првенства у воденим спортовима. Трке су се одржавале у базену Дунав арене у Будимпешта.
За трке у овој дисциплини било је пријављено 39 такмичара из 34 земље. Титулу светског првака освојио је амерички пливач Чејс Калиш који је финалну трку испливао у времену 4:05,90 минута, што је уједно и нови рекорд светских првенстава. Сребрну медаљу освојио је репрезентативац Мађарске Давид Верасто док је бронзана медаља припала Даији Сетоу из Јапана.

## Освајачи медаља
|                  | Резултат |                     | Резултат |                  | Резултат |
|                  |          |                     |          |                  |          |
| Чејс Калиш (САД) | 4:05,90  | Косуке Хагино (МАЂ) | 4:08,38  | Даија Сето (ЈАП) | 4:09,14  |

## Званични рекорди
Пре почетка такмичења званични свестки рекорд и рекорд шампионата у овој дисциплини су били следећи:
| Рекорд                         | Име               | Резултат | Место                | Датум            |
| ------------------------------ | ----------------- | -------- | -------------------- | ---------------- |
| Светски рекорд СР              | Мајкл Фелпс (САД) | 4:03,84  | Пекинг (Кина)        | 10. август 2008. |
| Рекорд светских првенстава РПр | Мајкл Фелпс (САД) | 4:06,22  | Мелбурн (Аустралија) | 1. април 2007.   |

## Квалификације
За такмичење у тркама на 400 метара мешовитим стилом било је пријављено 39 такмичара из 34 земље, свака од земаља је имала право на максимално два такмичара у овој дисциплини. Квалификационе трке пливане су 30. јула у јутарњем делу програма, са почетком од 9:50 по локалном времену, а пласман у финале остварило је 8 такмичара са најбољим резултатима квалификација. Квалификације су се пливале у 4 квалификационе групе, а двојица од првобитно пријављених такмичара нису се појавили на старту својих трка.
| ПЛ. | Трка | Стаза        | Пливач             | Држава           | Резултат       | Напомена       |
| --- | ---- | ------------ | ------------------ | ---------------- | -------------- | -------------- |
| 01. | 3    | 4            | Чејс Калиш         | Сједињене Државе | 4:09,79        | КВ             |
| 02. | 3    | 3            | Макс Личфилд       | Велика Британија | 4:10,57        | КВ             |
| 03. | 4    | 5            | Давид Верашто      | Мађарска         | 4:11,89        | КВ НР          |
| 04. | 3    | 5            | Даија Сето         | Јапан            | 4:12,89        | КВ             |
| 05. | 3    | 6            | Брендон Алмеида    | Бразил           | 4:13,13        | КВ             |
| 06. | 4    | 3            | Џеј Литерланд      | Сједињене Државе | 4:13,95        | КВ             |
| 07. | 4    | 4            | Косуке Хагино      | Јапан            | 4:14,15        | КВ             |
| 08. | 3    | 1            | Рикард Нађ         | Словачка         | 4:15,69        | КВ             |
| 09. | 4    | 8            | Марк Шаранек       | Велика Британија | 4:15,71        |                |
| 10. | 4    | 1            | Хоан Љуис Понс     | Шпанија          | 4:16,27        |                |
| 11. | 3    | 8            | Алексис Сантос     | Португал         | 4:17,34        |                |
| 12. | 2    | 6            | Томас Перибонио    | Еквадор          | 4:17,37        | НР             |
| 13. | 3    | 7            | Јакоб Хајтман      | Немачка          | 4:17,68        |                |
| 14. | 4    | 6            | Федерико Турини    | Италија          | 4:18,25        |                |
| 15. | 4    | 7            | Жереми Депланш     | Швајцарска       | 4:18,69        |                |
| 16. | 2    | 7            | Патрик Штебер      | Аустрија         | 4:19,15        |                |
| 17. | 4    | 9            | Тристан Кот        | Канада           | 4:19,87        |                |
| 18. | 3    | 2            | Ђерђељ Ђурта       | Мађарска         | 4:19,90        |                |
| 19. | 4    | 2            | Ванг Шун           | Кина             | 4:20,01        |                |
| 20. | 2    | 8            | Ајртон Свини       | Јужна Африка     | 4:20,10        |                |
| 21. | 4    | 0            | Клајд Луис         | Аустралија       | 4:20,34        |                |
| 22. | 2    | 4            | Давид Шведзки      | Пољска           | 4:20,48        |                |
| 23. | 2    | 3            | Бредли Ешби        | Нови Зеланд      | 4:20,65        |                |
| 24. | 2    | 0            | Антон Ипсен        | Данска           | 4:20,74        |                |
| 25. | 2    | 5            | Павел Јанечек      | Чешка            | 4:22,11        |                |
| 26. | 2    | 2            | Кристоф Мајер      | Лихтенштајн      | 4:22,29        |                |
| 27. | 3    | 9            | Етај Гуревич       | Израел           | 4:22,66        |                |
| 28. | 1    | 3            | Ахмед Хамди        | Египат           | 4:25,16        |                |
| 28. | 1    | 4            | Чо Ченгчи          | Кинески Тајпеј   | 4:25,16        |                |
| 30. | 1    | 8            | Нгујен Ху Ким Сон  | Вијетнам         | 4:26,07        |                |
| 31. | 3    | 0            | Ванг Џоу           | Кина             | 4:28,25        |                |
| 32. | 1    | 5            | Рикардо Варгас     | Мексико          | 4:30,37        |                |
| 33. | 1    | 2            | Луис Вега Торес    | Куба             | 4:30,77        |                |
| 34. | 2    | 9            | Џо Џегу            | Јужна Кореја     | 4:31,14        |                |
| 35. | 1    | 7            | Томас Цијопанис    | Кипар            | 4:34,49        |                |
| 36. | 1    | 1            | Брендон Шустер     | Самоа            | 4:34,60        | НР             |
| 37. | 1    | 0            | Мубал Азам Ибрахим | Малдиви          | 5:48,11        | НР             |
|     | 1    | 6            | Хонатан Гомез      | Колумбија        | Нису наступили | Нису наступили |
| 2   | 1    | Карлос Омања | Венецуела          |                  | Нису наступили | Нису наступили |

## Резултати финала
Финална трка пливана је 30. јула у вечерњем делу програма од 17:39 часова.
| ПЛ. | Стаза | Пливач          | Држава           | Резултат | Нап. |
| --- | ----- | --------------- | ---------------- | -------- | ---- |
|     | 4     | Чејс Калиш      | Сједињене Државе | 4:05,90  | РПр  |
| 2   | 3     | Давид Верашто   | Мађарска         | 4:08,38  |      |
| 3   | 6     | Даија Сето      | Јапан            | 4:09,14  |      |
| 4.  | 5     | Макс Личфилд    | Велика Британија | 4:09,62  |      |
| 5.  | 7     | Џеј Литерланд   | Сједињене Државе | 4:12,05  |      |
| 6.  | 1     | Косуке Хагино   | Јапан            | 4:12,65  |      |
| 7.  | 2     | Брендон Алмеида | Бразил           | 4:13,00  |      |
| 8.  | 8     | Рикард Нађ      | Словачка         | 4:16,33  |      |